# Soltepec
Soltepec es una localidad del estado mexicano de Puebla. Es cabecera del municipio de Soltepec.

## Demografía
| Gráfica de evolución demográfica |
|                                  |

| Censo | Población |
| ----- | --------- |
| 1900  | 859       |
| 1910  | 990       |
| 1921  | 1 568     |
| 1930  | 1 664     |
| 1940  | 1 407     |
| 1950  | 1 751     |
| 1960  | 2 154     |
| 1970  | 1 626     |
| 1980  | 1 488     |
| 1990  | 5 972     |
| 1995  | 6 125     |
| 2000  | 5 982     |
| 2005  | 6 072     |
| 2010  | 6 547     |
| 2020  | 6 533     |